# Greg Brown III
För andra betydelser, se Greg Brown.

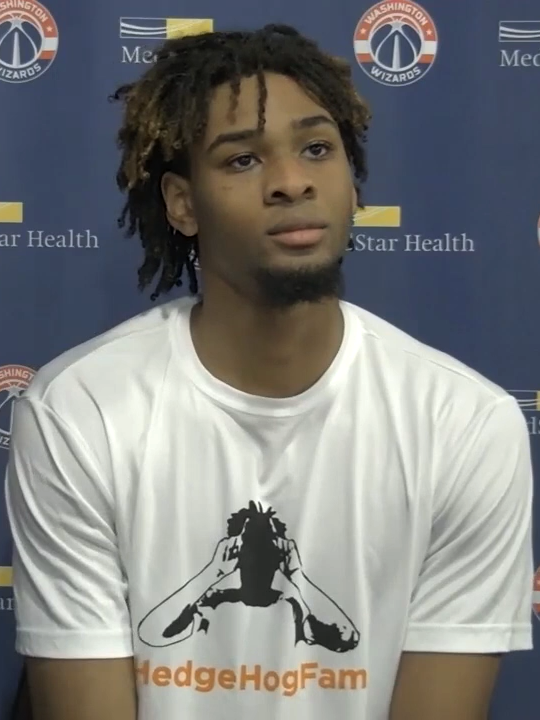
Greg Brown III, 2021.

Gregory James "Greg" Brown III, född 1 september 2001 i Dallas, är en amerikansk professionell basketspelare (PF/SF) som spelar för Dallas Mavericks i National Basketball Association (NBA). Han har tidigare spelat för Portland Trail Blazers.
Brown draftades av New Orleans Pelicans i andra rundan i 2021 års draft som 43:e spelare totalt.
Innan han blev proffs studerade Brown på University of Texas at Austin och spelade för deras idrottsförening Texas Longhorns.